# Saucisse à l'huile
La saucisse à l'huile est la méthode de conservation secondaire usuellement pratiquée dans l'Aveyron pour la saucisse sèche. Elle fait partie des nombreuses élaborations de cuisine ménagère qui suivent l'abattage du cochon et sa transformation en saucisse notamment. Celle-ci sera donc plus tard immergée dans un bain d'huile de façon à en arrêter le séchage quand elle est au goût du ménage.

## Préparation
La méthode est simple : la saucisse, une fois sèche à point, est décrochée de sa perche et tronçonnée. Les morceaux obtenus sont introduits dans un bocal de façon à le remplir complètement. Le volume restant du contenant est ensuite complété d'huile d'arachide, de colza ou de tournesol. Les bouts de saucisse doivent être totalement immergés.
Après consommation de la saucisse mise ainsi en conserve, l'huile parfumée sert à cuisiner.